# Лавин, Зак
Закари Лавин (англ. Zachary LaVine; род. 10 марта 1995, Рентон, Вашингтон) — американский профессиональный баскетболист, выступающий за клуб Национальной баскетбольной ассоциации «Сакраменто Кингз». Играет на позиции атакующего защитника. На студенческом уровне выступал за баскетбольную команду «УКЛА Брюинз».

## Ранние годы
Зак Лавин родился в Рентоне в семье спортивных родителей. Его отец профессионально играл в Американский футбол в USFL и NFL. Его мать была игроком софтбола. Зак учился в средней школе Ботел в Ботеле. В школе он играл на позиции разыгрывающего. В выпускном классе Зак Лавин в среднем за игру набирал 28,5 очков, делал 3,4 подбора и отдавал 2,5 передачи. В 2013 году его назвали мистером баскетбола Вашингтона.

## Студенческая карьера
20 июня 2012 года Зак Лавин взял устное обязательство учиться и играть в Калифорнийском университете в Лос-Анджелесе. Спустя 9 месяцев после отставки главного тренера УКЛА Брюинз он рассматривал возможность остаться в штате Вашингтон и учиться в Вашингтонском университете. Однако Зак Лавин решил остаться в баскетбольной программе УКЛА.
После сильного старта в сезоне 2013/2014 Зак Лавин стал для «УКЛА Брюинз» шестым игроком, атакующим с различных дистанций и забивающим данки. Тем самым он вызвал воспоминания о выпускнике УКЛА Расселле Уэстбруке. Различные эксперты высоко оценивали возможность выбора Зака Лавина в начале драфта, если бы он решил выставить свою кандидатуру на драфт 2014 года. Так эксперт ESPN.com в какой-то момент ставил возможность его выбора под 10 пиком, а его коллеги из NBADraft.net — под 5 номером. Начиная с 26 января 2014 года в шести матчах подряд Лавин реализовал 7 бросков с игры из 36 попыток. В течение сезона Зак Лавин набирал в среднем 9,4 очка за игру, но он не достигал показателя больше 10 очков за матч в 14 из последних 18 игр. За последние 5 матчей сезона он набрал всего 11 очков и не забил ни одного трёхочкового броска из 8 попыток. По итогам сезона Зак Лавин вошёл в сборную новичков Pacific-12.
16 апреля 2014 года Лавин заявил, что выставляет свою кандидатуру на драфт.

## Профессиональная карьера

### Миннесота Тимбервулвз (2014—2017)
На драфте НБА 2014 года Зак Лавин был выбран в 1-м раунде под 13-м номером командой «Миннесота Тимбервулвз». Лавин был в заявке «Тимбервулвз» в Летней лиги НБА. 8 июля «Миннесота» подписала с ним контракт.
28 ноября 2014 года в матче «Тимбервулвз» и «Лейкерс» 19-летний игрок «Миннесоты» набрал 28 очков. Тем самым Зак Лавин стал вторым игроком в истории лиги, которому удавалось со скамейки запасных как минимум набрать 25 очков и отдать 4 передачи до достижения 20-летнего возраста[1].
6 декабря 2014 года в матче регулярного чемпионата между «Миннесотой» и «Сан-Антонио» 19-летний разыгрывающий «Тимбервулвз» оформил дабл-дабл, прибавив к 22 очкам 10 результативных передач. Тем самым Лавин стал лишь четвёртым игроком в истории лиги, которому удавалось достичь двузначной отметки сразу в двух статистических категориях до достижения 20-летнего возраста[2].
Зак Лавин принял участие в 2 мероприятиях звёздного уик-энда НБА 2015. 13 февраля он сыграл в матче восходящих звёзд за сборную США против сборной остального мира. На следующий день Зак Лавин стал победителем слэм-данк контеста. Он стал первым участником конкурса после Дуайта Ховарда в 2009 году, который набрал максимальное количество очков в первом раунде. Зак Лавин стал ещё одним игроком «Миннесота Тимбервулвз», который побеждал в конкурсе по броскам сверху. Ранее победу в конкурсе одержал Исайя Райдер, выступавший в 1994 году за «Тимбервулвз». 19-летний Зак Лавин стал вторым самым молодым победителем конкурса по броскам сверху. Коби Брайанту было 18 лет, когда он одержал победу в конкурсе.
11 апреля 2015 года Зак набрал для себя рекордные 37 очков и 9 подборов в проигранном со счетом 101 на 110 «Тимбервулвз» матче против «Голден Стэйт Уорриорз».
В дебютном сезоне НБА он сыграл в 77 матчах, из них 40 раз выходил в стартовом составе «Миннесоты». Зак Лавин в среднем набирал 10,1 очков, отдавал 3,6 передачи и делал 2,8 подбора. По итогам сезона Зак вошёл во 2-ю сборную новичков.
21 октября 2015 года «Тимбервулвз» воспользовались опцией в контракте и продлили соглашение с Заком на сезон 2016/2017. В начале ноября Зак Лавин взял на себя роль стартового разыгрывающего и воспользовался увеличением игрового времени на площадке. 13 ноября 2015 года он впервые в сезоне набрал 26 очков в проигранном матче против «Индиана Пэйсерс». 13 декабря 2015 года на счету Зака было 28 баллов в графе результативность в игре против «Финикс Санз». 25 января 2016 года Зак Лавин, Карл-Энтони Таунс, Эндрю Уиггинс в проигранном матче против «Кливленд Кавальерс» со счетом 107 на 114 стали первой тройкой игроков из одной команды в возрасте до 21 года, в который каждый игрок из трио преодолел отметку 20 набранных очков в одном матче. 27 января 2016 года Зак во встречи против «Оклахома-Сити Тандер» набрал 35 очков. Ему не хватило 2 баллов в графе результативность до личного рекорда карьеры, который равен 37 очков. Зак Лавин стал первым игроком «Миннесота Тимбервулвз», который со скамейки запасных набрал 35 очков. В матче против «Тандер» он повторил 2 рекорда «Тимбервулвз»: процент попадания бросков с игры 82.4 (14 из 17) и забитых двухочковых бросков без промаха (9 из 9).
Зак Лавин принял участие в 2 мероприятиях звёздного уик-энда НБА 2016. 12 февраля он сыграл в матче восходящих звёзд за сборную США против сборной остального мира. Зак стал MVP матча восходящих звёзд. На его счету в статистическом протоколе встречи было 30 очков и 7 подборов. Зак Лавин стал четвёртым игроком в истории слэм-данк контеста, который выигрывал конкурс по броскам сверху два года подряд[3]. Его борьба в финальном раунде конкурса с двумя тай-брейками против Аарона Гордона была достойна сравнения противостояния Майкла Джордона и Доминика Уилкинса в 1988 года.

### Чикаго Буллз (2017—2025)
22 июня 2017 года был обменян вместе Крисом Данном и правами на Лаури Маркканена (7-й пик драфта 2017 года) в Чикаго. В обратном направлении в Миннесоту последовали Джимми Батлер и права на Джастина Паттона (16-й пик драфта 2017 года).
24 февраля 2021 года он был выбран, как запасной игрок на Матч всех звёзд НБА 2021. Это было его первое попадание на Матч всех звёзд, и он стал первым игроком «Буллз», принявшим участив в звёздном уикэнде, после Джимми Батлера в 2017 году. 7 марта он отыграл 28,19 минут и набрал 13 очков в матче всех звёзд. В течение сезона 2020/21 он набирал в среднем рекордные для себя 27,4 очка за игру, что позволило ему занять седьмое место в НБА по этому показателю. Он также достиг рекордов в карьере по подборам (5,0), передачам (4,9), проценту попадания трёхочковых бросков (41,9%), проценту попаданий с игры (50,7%) и проценту попадания штрафных бросков (84,9%).
3 февраля 2022 года он был включен в резерв на Матч всех звезд НБА 2022 года. В течение сезона он имел дело с проблемным коленом и пропустил 15 игр. «Буллз» впервые с 2017 года вышли в плей-офф, что дало Лавину его первое появление в плей-офф в карьере после восьми сезонов в лиге. 24 апреля, во время четвёртой игры первого раунда плей-офф, он набрал 24 очка, 5 подборов и 13 передач при поражении 95:119 от действующих чемпионов «Милуоки Бакс». «Буллз» проиграли «Бакс» в серии из пяти матчей. 24 мая Лавин перенес операцию на левом колене. 7 июля Лавин подписал пятилетний максимальный контракт с «Буллз».
4 декабря 2022 года Лавин набрал 41 очко, восемь подборов и четыре перехвата в проигрыше от «Сакраменто Кингз». 30 декабря Лавин набрал максимальные за сезон 43 очка при 15 из 20 точных бросков с игры, а также шесть передач в победе над «Детройт Пистонс». 6 января 2023 года Лавин набрал 41 очко при 14 из 19 точных бросков с игры и 11 из 13 попаданий из-за дуги в победе над «Филадельфией Севенти Сиксерс». Это была его четвертая игра в карьере, в которой он набрал не менее 40 очков при 70-процентной реализации, что позволило ему сравняться со Скотти Пиппеном по количеству очков за всю историю франшизы «Буллз». 17 марта Лавин набрал 39 очков, а Демар Дерозан - 49 очков в победе над «Миннесотой Тимбервулвз». Их 88 суммарных очков превзошли предыдущий рекорд Майкла Джордана и Хораса Гранта (85 очков) и стали самым большим количеством очков, набранных за игру двумя игроками в истории «Буллз».

### Сакраменто Кингз (2025—настоящее время)
3 февраля 2025 года Лавин и Сиди Сиссоко, три выбора в первом раунде драфта и три выбора во втором раунде драфта, были отданы в «Сакраменто Кингз» в ходе трехсторонней сделки, в которой также участвовал «Сан-Антонио Спёрс». 24 февраля Лавин набрал 42 очка, реализовав 16 из 19 бросков с игры и 8 из 9 трехочковых в победной игре против «Шарлотт Хорнетс» (130:88).

## Статистика

### Статистика в НБА
| Сезон                                                                                    | Команда   | Регулярный сезон | Регулярный сезон | Регулярный сезон | Регулярный сезон | Регулярный сезон | Регулярный сезон | Регулярный сезон | Регулярный сезон | Регулярный сезон | Регулярный сезон | Регулярный сезон | Серия плей-офф | Серия плей-офф | Серия плей-офф | Серия плей-офф | Серия плей-офф | Серия плей-офф | Серия плей-офф | Серия плей-офф | Серия плей-офф | Серия плей-офф | Серия плей-офф |
| Сезон                                                                                    | Команда   | GP               | GS               | MPG              | FG%              | 3P%              | FT%              | RPG              | APG              | SPG              | BPG              | PPG              | GP             | GS             | MPG            | FG%            | 3P%            | FT%            | RPG            | APG            | SPG            | BPG            | PPG            |
| ---------------------------------------------------------------------------------------- | --------- | ---------------- | ---------------- | ---------------- | ---------------- | ---------------- | ---------------- | ---------------- | ---------------- | ---------------- | ---------------- | ---------------- | -------------- | -------------- | -------------- | -------------- | -------------- | -------------- | -------------- | -------------- | -------------- | -------------- | -------------- |
| 2014/15                                                                                  | Миннесота | 77               | 40               | 24,7             | 42,2             | 34,1             | 84,2             | 2,8              | 3,6              | 0,7              | 0,1              | 10,1             | Не участвовал  | Не участвовал  | Не участвовал  | Не участвовал  | Не участвовал  | Не участвовал  | Не участвовал  | Не участвовал  | Не участвовал  | Не участвовал  | Не участвовал  |
| 2015/16                                                                                  | Миннесота | 82               | 33               | 28,0             | 45,2             | 38,9             | 79,3             | 2,8              | 3,1              | 0,8              | 0,2              | 14,0             | Не участвовал  | Не участвовал  | Не участвовал  | Не участвовал  | Не участвовал  | Не участвовал  | Не участвовал  | Не участвовал  | Не участвовал  | Не участвовал  | Не участвовал  |
| 2016/17                                                                                  | Миннесота | 47               | 47               | 37,2             | 45,9             | 38,7             | 83,6             | 3,4              | 3,0              | 0,9              | 0,2              | 18,9             | Не участвовал  | Не участвовал  | Не участвовал  | Не участвовал  | Не участвовал  | Не участвовал  | Не участвовал  | Не участвовал  | Не участвовал  | Не участвовал  | Не участвовал  |
| 2017/18                                                                                  | Чикаго    | 24               | 24               | 27,3             | 38,3             | 34,1             | 81,3             | 3,9              | 3,0              | 1,0              | 0,2              | 16,7             | Не участвовал  | Не участвовал  | Не участвовал  | Не участвовал  | Не участвовал  | Не участвовал  | Не участвовал  | Не участвовал  | Не участвовал  | Не участвовал  | Не участвовал  |
| 2018/19                                                                                  | Чикаго    | 63               | 62               | 34,5             | 46,7             | 37,4             | 83,2             | 4,7              | 4,5              | 1,0              | 0,4              | 23,7             | Не участвовал  | Не участвовал  | Не участвовал  | Не участвовал  | Не участвовал  | Не участвовал  | Не участвовал  | Не участвовал  | Не участвовал  | Не участвовал  | Не участвовал  |
| 2019/20                                                                                  | Чикаго    | 60               | 60               | 34,8             | 45,0             | 38,0             | 80,2             | 4,8              | 4,2              | 1,5              | 0,5              | 25,5             | Не участвовал  | Не участвовал  | Не участвовал  | Не участвовал  | Не участвовал  | Не участвовал  | Не участвовал  | Не участвовал  | Не участвовал  | Не участвовал  | Не участвовал  |
| 2020/21                                                                                  | Чикаго    | 58               | 58               | 35,1             | 50,7             | 41,9             | 84,9             | 5,0              | 4,9              | 0,8              | 0,5              | 27,4             | Не участвовал  | Не участвовал  | Не участвовал  | Не участвовал  | Не участвовал  | Не участвовал  | Не участвовал  | Не участвовал  | Не участвовал  | Не участвовал  | Не участвовал  |
| 2021/22                                                                                  | Чикаго    | 67               | 67               | 34,7             | 47,6             | 38,9             | 85,3             | 4,6              | 4,5              | 0,6              | 0,3              | 24,4             | 4              | 4              | 38,3           | 42,9           | 37,5           | 93,3           | 5,3            | 6,0            | 0,8            | 0,3            | 19,3           |
| 2022/23                                                                                  | Чикаго    | 77               | 77               | 35,9             | 48,5             | 37,5             | 84,8             | 4,5              | 4,2              | 0,9              | 0,2              | 24,8             | Не участвовал  | Не участвовал  | Не участвовал  | Не участвовал  | Не участвовал  | Не участвовал  | Не участвовал  | Не участвовал  | Не участвовал  | Не участвовал  | Не участвовал  |
| 2023/24                                                                                  | Чикаго    | 25               | 23               | 34,9             | 45,2             | 34,9             | 85,4             | 5,2              | 3,9              | 0,8              | 0,3              | 19,5             | Не участвовал  | Не участвовал  | Не участвовал  | Не участвовал  | Не участвовал  | Не участвовал  | Не участвовал  | Не участвовал  | Не участвовал  | Не участвовал  | Не участвовал  |
| 2024/25                                                                                  | Чикаго    | 42               | 42               | 34,1             | 51,1             | 44,6             | 79,7             | 4,8              | 4,5              | 0,9              | 0,2              | 24,0             | Не участвовал  | Не участвовал  | Не участвовал  | Не участвовал  | Не участвовал  | Не участвовал  | Не участвовал  | Не участвовал  | Не участвовал  | Не участвовал  | Не участвовал  |
|                                                                                          | Всего     | 622              | 533              | 32,6             | 46,8             | 38,7             | 83,1             | 4,1              | 4,0              | 0,9              | 0,3              | 20,7             | 4              | 4              | 38,3           | 42,9           | 37,5           | 93,3           | 5,3            | 6,0            | 0,8            | 0,3            | 19,3           |
| Наведите курсор мыши на аббревиатуры в заголовке таблицы, чтобы прочесть их расшифровку. |           |                  |                  |                  |                  |                  |                  |                  |                  |                  |                  |                  |                |                |                |                |                |                |                |                |                |                |                |

### Статистика в колледже
| Сезон                                                                                   | Команда | GP | GS | MPG  | FG%  | 3P%  | FT%  | RPG | APG | SPG | BPG | PPG |  |
| --------------------------------------------------------------------------------------- | ------- | -- | -- | ---- | ---- | ---- | ---- | --- | --- | --- | --- | --- |  |
| 2013/14                                                                                 | УКЛА    | 37 | 1  | 24,4 | 44,1 | 37,5 | 69,1 | 2,5 | 1,8 | 0,9 | 0,2 | 9,4 |  |
|                                                                                         | Всего   | 37 | 1  | 24,4 | 44,1 | 37,5 | 69,1 | 2,5 | 1,8 | 0,9 | 0,2 | 9,4 |  |
| Наведите курсор мыши на аббревиатуры в заголовке таблицы, чтобы прочесть их расшифровку |         |    |    |      |      |      |      |     |     |     |     |     |  |

## Комментарий
- 1  Первым был Коби Брайант в 1997 году[49].
- 2  Зак Лавин повторил достижения Дежуана Вагнера, Леброна Джеймса и Стефона Марбери[50].
- 3  Зак Лавин повторил достижения Майкла Джордана, Джейсона Ричардсона и Нейта Робинсона[31].